# 사회당 (1948년 대한민국)
사회당(社會黨)은 1948년 12월 조소앙에 의해 삼균주의에 입각하여 창당된 대한민국의 정당이다.

## 연혁
한국독립당의 부위원장이었던 조소앙은 1948년 12월 한국독립당을 탈당하여 사회당을 창당하였다.
중도좌파 정당이였으나, 여운형의 근로인민당과의 차이점은, 남한단독정부에 찬성하고, 조선민주주의인민공화국에 부정적인 관점을 취했다는 것이다.
1950년 제2대 국회의원 총선거에 조소앙(서울 성북구)과 조시원이 2석을 획득하였다. 6.25 전쟁 와중에 당수 조소앙 등의 납북으로 와해되었다.

## 분류
- 조소앙
- 삼균주의
- 조시원
- 방응모